# Petalumaria
Petalumaria là một chi bướm đêm thuộc họ Noctuidae.

## Loài
- Petalumaria californica (Buckett & Bauer, 1964, [1965])